# Amauromyza obscura
Amauromyza obscura är en tvåvingeart som först beskrevs av Rohdendorf-holmanova 1959.  Amauromyza obscura ingår i släktet Amauromyza och familjen minerarflugor. Inga underarter finns listade i Catalogue of Life.